# Völlenerkönigsfehn
Völlenerkönigsfehn is een dorp in het landkreis Leer in de Duitse deelstaat Nedersaksen. Het dorp maakt deel uit van de gemeente Westoverledingen.
De veenkolonie ontstond in het begin van de negentiende eeuw van uit Völlenerfehn, dat op zijn beurt van uit Völlen was gekoloniseerd. De naam verwijst er naar dat de kolonie ontstond in het veengebied dat eigendom was van de kroon. Het dorp bleef lang aangewezen op het hoofddorp Völlen, maar kreeg in het begin van de twintigste eeuw een eigen kerk.